# Ново-Бійське
Ново-Бійське (рос. Ново-Бийское) — селище Правдинського району, Калінінградської області Росії. Входить до складу Желєзнодорожного міського поселення.
Населення —  55 осіб (2015 рік). 

## Населення
| 2002 | 2010 |
| ---- | ---- |
| 83   | ↘55  |